# Rejon białynicki
Rejon białynicki (biał. Бялыніцкі раён) – rejon we wschodniej Białorusi, w obwodzie mohylewskim. Leży na terenie dawnego powiatu mohilewskiego.

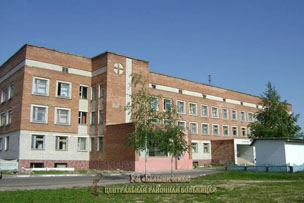
Szpital rejonowy w Białyniczach